# The Mermaid (film 1910)
The Mermaid è un cortometraggio muto del 1910. Il nome del regista non viene riportato.
È uno dei primi film a trattare della figura mitologica delle sirene.

## Produzione
Il film fu prodotto dalla Thanhouser Film Corporation.

## Distribuzione
Fu l'ultimo film distribuito dalla Thanhouser Film Corporation; in seguito, la compagnia proseguì esclusivamente nell'attività produttiva. Il film - un cortometraggio in una bobina -  uscì nelle sale cinematografiche statunitensi il 29 luglio 1910.
Nel novembre dello stesso anno, negli Stati Uniti veniva distribuito con il medesimo titolo un altro The Mermaid, versione inglese dell'originale La sirena, film italiano interpretato da Mary Cleo Tarlarini. L'anno seguente, Annette Kellerman sarà anche lei protagonista di un ulteriore The Mermaid.